# Futebol nos Jogos Olímpicos de Verão de 1900

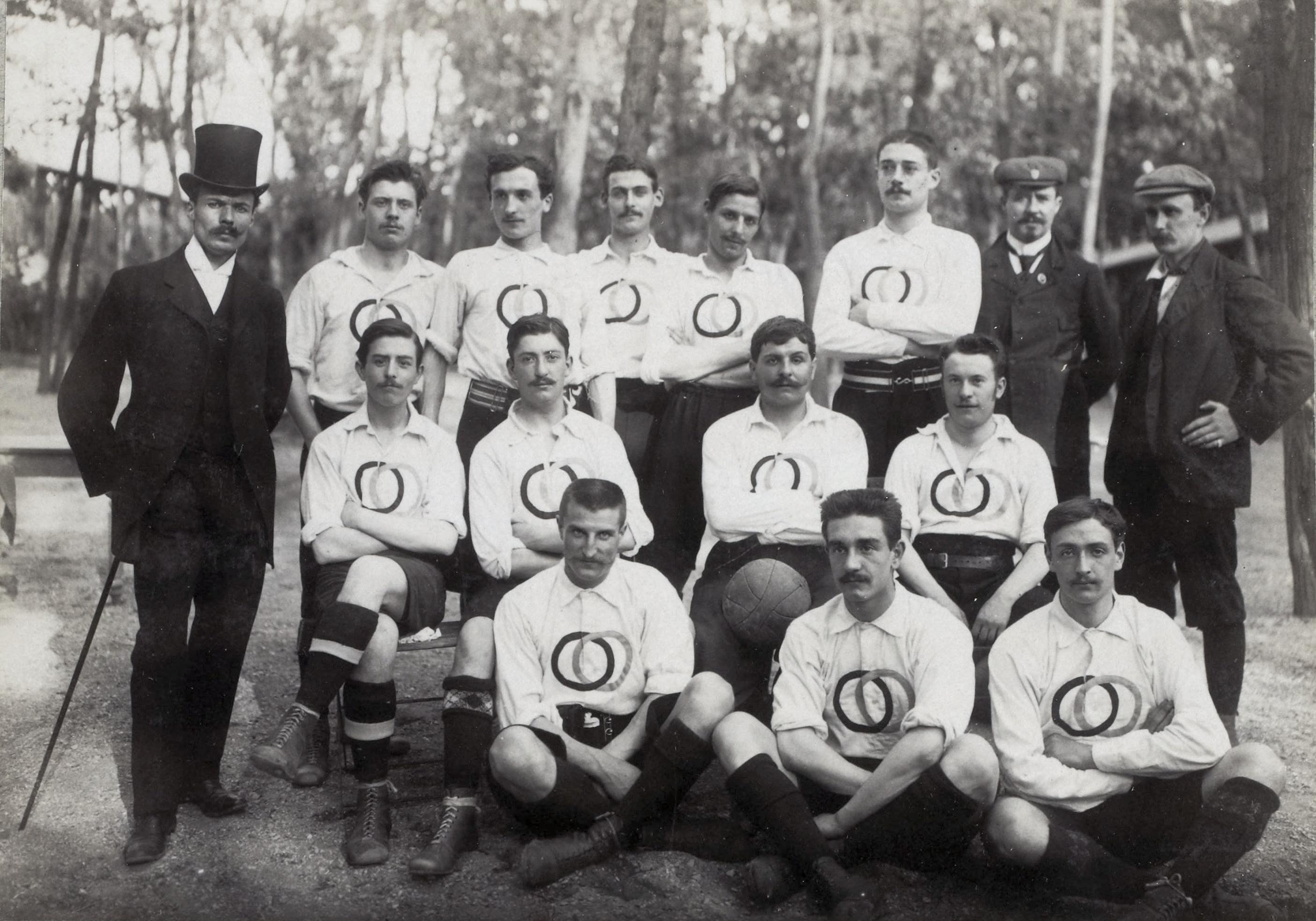
Equipe francesa representada pela Union des Sociétés Françaises de Sports Athlétiques

O futebol nos Jogos Olímpicos de Verão de 1900 em Paris foi a primeira aparição do esporte em Olimpíadas. Sendo disputado entre 20 e 23 de outubro, foi um torneio de exibição com a participação de clubes de três países e não com combinados nacionais, fato pelo qual durante muito tempo não se considerava a competição oficial. Porém, após análise, décadas depois, o Comitê Olímpico Internacional creditou medalhas de ouro, prata e bronze a Grã-Bretanha, França e Equipe Mista, respectivamente, como parte de sua tentativa de conciliar os primeiros Jogos Olímpicos com o esquema de premiação moderno.
O torneio teve dois jogos realizados, sendo que a equipe com o melhor percentual de vitórias conquistou o título. As equipes Upton Park FC da Grã-Bretanha, USFSA XI da França e Université de Bruxelles da Bélgica (com a inclusão de um jogador britânico e um neerlandês) participaram do evento conquistado pelo clube britânico.

## Medalhistas

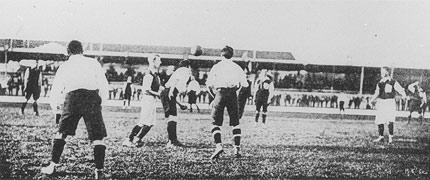
Foto da partida entre Grã-Bretanha e França nos Jogos Olímpicos de 1900. Os britânicos venceram por 4–0.

|  | GBR Grã-Bretanha |  | FRA França |  | ZZX Equipa mista |
|  | Upton Park FC Claude Buckenham T.E. Burridge Alfred Chalk William Gosling A. Haslam James Henry Jones J. Nicholas William Quash F.G. Spackman Arthur Turner James Zealley |  | USFSA IX Pierre Allemane Louis Bach Alfred Bloch Fernand Canelle R. Duparc Eugène Fraysse Virgile Gaillard Georges Garnier R. Grandjean Lucien Huteau Marcel Lambert Maurice Macaire Gaston Peltier |  | Université de Bruxelles Albert Delbecque Hendrik van Heuckelum Raul Kelecom Marcel Leboutte Lucien Londot Ernest Moreau de Melen Edmond Neefs Georges Pelgrims Alphonse Renier Emile Spannoghe Eric Thornton |

## Resultados
| Pos. | Time                    | País         | Desempenho | Desempenho | Desempenho | Gols | Gols   |
| Pos. | Time                    | País         | Vitórias   | Derrotas   | %          | Pró  | Contra |
| ---- | ----------------------- | ------------ | ---------- | ---------- | ---------- | ---- | ------ |
| 1    | Upton Park FC           | Grã-Bretanha | 1          | 0          | 1,000      | 4    | 0      |
| 2    | USFSA XI                | França       | 1          | 1          | ,500       | 6    | 6      |
| 3    | Université de Bruxelles | Bélgica      | 0          | 1          | ,000       | 2    | 6      |

| 20 de outubro de 1900 | USFSA IX | 0 – 4 | Upton Park FC                  | Vélodrome de Vincennes, Paris |
|                       |          |       | J. Nicholas · Turner · Zealley | Público: 500                  |

| 23 de outubro de 1900 | USFSA IX                                     | 6 – 2 | Université de Bruxelles   | Vélodrome de Vincennes, Paris |
|                       | Peltier 1' · outros goleadores desconhecidos |       | Spannoghe · van Heuckelum | Público: 1 500                |